# Saint-Géry (Lot)
Saint-Géry is een plaats en voormalige gemeente in het Franse departement Lot (regio Occitanie) en telt 349 inwoners (1999). De plaats maakt deel uit van het arrondissement Cahors.

## Geschiedenis
Saint-Géry is op 1 januari 2017 gefuseerd met de gemeente Vers tot de gemeente Saint Géry-Vers. 

## Geografie
De oppervlakte van Saint-Géry bedraagt 13,6 km², de bevolkingsdichtheid is 25,7 inwoners per km².
De onderstaande kaart toont de ligging van Saint-Géry (Lot) met de belangrijkste infrastructuur en aangrenzende gemeenten.

## Demografie
Onderstaande figuur toont het verloop van het inwonertal.